# 山佐
山佐株式会社（やまさ）は、岡山県新見市に本社を置く企業である。
グループ各社ではパチスロ機製造、航空機や船舶のリース、エネルギー事業を行っている。

## 沿革
- 大正年間 - 初代 佐野圓一が新見で材木業「佐野商店｣を創業。新見駅前に製材所を開設[2]。
- 1960年（昭和35年） - 佐野商店を株式会社化。不動産業に進出。
- 1967年（昭和42年）2月 - 山佐株式会社を設立。
- 1969年（昭和44年） - 山佐産業株式会社を設立。
- 2021年（令和3年） - ビスタホテルマネジメントを子会社化。

## アミューズメント事業

### 特色
『パチスロパルサー』以来、山佐パターンと呼ばれる独特のリーチ目を持つ機種を数多く開発する。なお、山佐のスロットでは、リーチ目入るとは言わず、パターン入ると言う。1990年代には『スーパープラネット』のヒットに引き続き、当時パチスロ史上最大のヒット機種となった『ニューパルサー』で一世を風靡し、裏モノの蔓延で衰退しかけていたパチスロ業界の屋台骨を支えた。出ては裏モノ化されることが当たり前になっていた時代だったが、これらの台は、パチスロのスタンダード機種として全国的にほぼノーマルで営業し続けられていた。
ニューパルサー以降の数年間は新機種が軒並み数万台のセールスを誇るトップメーカーとして君臨していたものの、『クランキーコンドル』（ユニバーサル）以降の技術介入時代に入ると若者が離れ、『ジャグラー』（北電子）以降の完全告知時代が訪れると中高年の客層も離れることになった。またテーブル制御を利用したリーチ目・山佐パターンのマンネリ化が進み、新台導入直後は客付きは良好だが時間の経過とともに稼働率が低下する結果が続いた。さらにアシストタイムやストック機能が標準となった爆裂機種が登場すると、ビッグバンモードを搭載した機種を開発するが出玉感の差から苦戦し、テトラリール・EL VISIONなど独自の機能を盛り込んだ機種を開発するも一般層のファンを惹きつけることは叶わず、2000年代前半はややヒット作に恵まれない状況が続いていた。
5号機時代に入ってからは一転して、ART（アシストリプレイタイム）をメインとして機械割を高めた『パチスロ戦国無双』『パチスロキン肉マン』『ウルトラマン・ザ・スロット』などを立て続けにヒットさせ、大手メーカーの一角へ再び上り詰める。2009年ころから演出やシステム面でサミーやユニバーサルエンターテインメントなどに後れを取るようになり、2011年夏ごろまで再び低迷していたが、『パチスロ「モンキーターン」』のヒットで再び人気を盛り返し、その後も『パチスロ鉄拳2nd』、兄弟機の『パチスロ鉄拳デビルVer.』とヒット作が続いている。
基本的に「型式試験に通りやすい」ことをモットーにするメーカーであり、また、過度の技術介入を許さない設計を念頭に置いている模様。特に、90年代中盤からの技術介入時代における、目押し技術で結果に大きく差がつく機種には否定的なスタンスであった（後にそういったタイプの機種を発売したものの、開発者は「もうこの手の機種を出すつもりはない」と自社HP内でコメントしている）。そのため、俗に言う「出玉スペック」のきつい機種を送り出したことも少なくない。特にボーナスをストックした連チャン機における出玉スペックのきつさは、他のメーカーと比較してしまうと見劣りすることが多かった為にホールでは客付きが悪く、稼動があまり取れないことも多かった。
カエル（ケロット）・ウィンちゃん・プラネットくんなどの自社ブランドキャラクターを有しているが、上記に示した通り、4.5号機の終盤辺りから4号機の終焉にかけてはヒット機種には恵まれていなかった。導入されてもわずか3か月以内に撤去された機種も多くある。その理由はゲーム性の低下などもあるが、出玉スペックのきつさが大きな理由となっていた。
シンボルキャラクターはカエルのケロット（2006年7月に設立40周年を記念して一般公募により命名）。公式バーチャルYouTuberはカエルの着ぐるみを着た虹河ラキ。
同社の直営店としてパチンコ・パチスロ店「エンドレス」がある（倉敷市、新見市、高梁市に1店舗ずつ展開している）。同店では新機種の先行テスト導入が行われることが多いが、テストの結果一般発売されずにお蔵入りとなる機種も少なくない。

### 事業再編
2020年12月1日に、山佐内のグループ再編で遊技機の開発、製造、販売を2019年5月に設立された山佐の100%子会社である山佐ネクストへ集約。山佐本体そのものは引き続き日本電動式遊技機工業協同組合（日電協）への加盟を継続したうえで遊技機の製造と発売を主としたうえで事業を継続するが、山佐産業が遊技機事業から撤退することになる。

### 発売機種
※カッコ内は製造会社を示す。
- 《ND》 - ニイガタ電子精機
- 《NK》 - 日活興業
- 《SL》 - セブンリーグ

#### 3号機以前（主要機種）
- 1980年 - パチスロパルサー（0号機、尚球社）
- 1986年 - プラネット（1号機）、パルサーXX《ND》（1号機）
- 1988年 - アストロライナー（2号機）、フルーツチャンス《NK》（2号機）
- 1989年 - ビッグパルサー（2号機）
- 1990年 - スーパープラネット（3号機）
- 1991年 - ホールインワン（3号機）

#### 4号機（主要機種）
| 機種名                        | 発売年 | 備考                                             |
| ----------------------------- | ------ | ------------------------------------------------ |
| ニューパルサー                | 1993年 | 山佐初の4号機                                    |
| ダイバーズXX                  | 1995年 |                                                  |
| セブンリーグ                  | 1995年 | A-Cタイプ                                        |
| ピンクパンサー                | 1995年 | 業界初のタイアップ機                             |
| ワイワイパルサー2             | 1996年 |                                                  |
| ニュービッグパルサー          | 1997年 |                                                  |
| ケロケロパルサー              | 1997年 |                                                  |
| タムタムA/タムタムR           | 1997年 |                                                  |
| そんなKABAな                  | 1997年 |                                                  |
| ターボ1000                    | 1997年 | A-Cタイプ                                        |
| スピード                      | 1998年 | 業界初全設定ビッグボーナス確率1/240.9            |
| ピカ吾郎                      | 1998年 | 山佐初の完全告知機                               |
| ビッグウエーブ                | 1998年 | プレイサポートシステム搭載                       |
| アストロライナー7             | 1998年 | 業界初の7ライン機。ドクターA7同時発売。          |
| ドクターA7                    | 1998年 | 業界初の7ライン機。アストロライナー7と同時発売。 |
| 花月                          | 1998年 | 山佐初の大量獲得機                               |
| ティーダ-30                   | 1998年 | 初の30パイ専用機種                               |
| ピンクパンサー3               | 1999年 | 山佐初のCT機                                     |
| ハイブリッド                  | 1999年 |                                                  |
| イプシロンR                   | 1999年 |                                                  |
| シーマスターX                 | 1999年 | 業界初の4thリール（テトラリール）搭載            |
| 河童の湯7R                    | 1999年 | 黄桜酒造とのタイアップ機                         |
| マジカルポップス              | 1999年 |                                                  |
| レキオ-30                     | 1999年 |                                                  |
| コングダム                    | 1999年 |                                                  |
| カンフーレディ                | 2000年 |                                                  |
| ニューパルサーR               | 2000年 |                                                  |
| ハイパーラッシュ              | 2000年 |                                                  |
| タイムクロスA                 | 2000年 | 山佐初の液晶搭載機                               |
| キュロゴス                    | 2000年 |                                                  |
| M771                          | 2000年 | 最大獲得771枚の大量獲得機                        |
| ファウスト                    | 2000年 |                                                  |
| ナイツ                        | 2001年 | 唯一のYタイプ（規定ではBタイプ）                 |
| サイバードラゴン              | 2001年 | 山佐初のAT機                                     |
| スーパーリノ                  | 2001年 | 業界初のサイレントストック搭載                   |
| キングパルサー                | 2001年 |                                                  |
| カンフーレツデン              | 2002年 |                                                  |
| タイムパーク                  | 2002年 |                                                  |
| ネオプラネットXX              | 2002年 | EL VISION、ビッグバンモード初搭載                |
| ザクザク千両箱R               | 2002年 |                                                  |
| クレイジーシャーマンR         | 2002年 |                                                  |
| ペンギンパラダイス            | 2002年 |                                                  |
| 海一番R                       | 2003年 | パチンコ機種との初タイアップ                     |
| メフィスト                    | 2003年 |                                                  |
| ネオマジックパルサーXX        | 2003年 |                                                  |
| メガマックスR                 | 2003年 |                                                  |
| ワイルドウルフ                | 2003年 |                                                  |
| 天下布武                      | 2004年 |                                                  |
| 鉄拳R                         | 2004年 |                                                  |
| キングオブキングパルサー      | 2004年 |                                                  |
| トゥエンティーセブン          | 2004年 | 業界最多の27ライン機                             |
| 祭の達人 ウィンちゃんの夏祭り | 2005年 |                                                  |
| ニューパルサーRZ              | 2005年 | 4号機最後のニューパルシリーズ                    |
| プラネット999                 | 2005年 |                                                  |
| 燃えよ!功夫淑女               | 2006年 |                                                  |
| ジャイアントパルサー          | 2006年 |                                                  |
| ダブルバー・ビッグウェーブ    | 2006年 |                                                  |
| ネオフルーツチャンス《ND》    | 2006年 |                                                  |

#### 5号機
| 機種名                                               | 発売年月   | 備考                                                                |
| ---------------------------------------------------- | ---------- | ------------------------------------------------------------------- |
| パチスロ「プレイボーイ」(-30)                        | 2007年2月  | 初の5号機                                                           |
| ピカゴロウV                                          | 2007年3月  |                                                                     |
| ニューパルサーV                                      | 2007年6月  | 業界初の4メインリール機                                             |
| パチスロ戦国無双                                     | 2007年8月  |                                                                     |
| パチスロ「機動戦士ガンダムII 〜哀・戦士編〜」        | 2007年12月 |                                                                     |
| パチスロ「プレイボーイ」 Limited Edition             | 2008年2月  |                                                                     |
| パチスロ「キン肉マン」                               | 2008年4月  | 4メインリール機                                                     |
| ニューパルサーEvolution                              | 2008年5月  | 4メインリール機                                                     |
| パチスロリッジレーサー《ND》                         | 2008年5月  | パイオニア販売との共同ブランド・インパルスから発売、4メインリール機 |
| パチスロ「バイオハザード」                           | 2008年7月  | 4メインリール機                                                     |
| バウンティキラー                                     | 2008年10月 |                                                                     |
| ウルトラマン・ザ・スロット                           | 2008年12月 |                                                                     |
| パチスロ「ケロット」                                 | 2009年1月  |                                                                     |
| 夢花月                                               | 2009年4月  |                                                                     |
| レキオ2-30                                           | 2009年5月  |                                                                     |
| ニューパルサー3                                      | 2009年6月  |                                                                     |
| パチスロ「機動戦士ガンダムIII 〜めぐりあい宇宙編〜」 | 2009年7月  |                                                                     |
| リノNo.5                                             | 2009年9月  |                                                                     |
| タイムレスキュー(S/777)                              | 2009年11月 |                                                                     |
| パチスロリッジレーサー2《ND》                        | 2009年11月 | 4メインリール機                                                     |
| ピカ吾郎V2                                           | 2010年2月  |                                                                     |
| パチスロ宇宙戦艦ヤマト                               | 2010年4月  |                                                                     |
| ニューパルサーV2                                     | 2010年6月  |                                                                     |
| ティーダ2-30                                         | 2010年8月  |                                                                     |
| パチスロ「ケロット」〜スウィートver.〜               | 2010年9月  |                                                                     |
| パチスロ戦国無双〜猛将伝〜                           | 2010年11月 |                                                                     |
| 燃えよ!功夫大戦                                      | 2011年1月  |                                                                     |
| パチスロ「モンキーターン」                           | 2011年3月  | 役物（ボーナス）が存在しない                                        |
| パチスロ「ぼのぼの」〜スウィートver.〜               | 2011年3月  | 4メインリール機                                                     |
| 天下布武2                                            | 2011年4月  |                                                                     |
| サイバードラゴン2                                    | 2011年7月  |                                                                     |
| パチスロ「ウルトラセブン」                           | 2011年8月  |                                                                     |
| パチスロ「ケロット2」                                | 2011年10月 |                                                                     |
| パチスロ「黒ひげ危機一発」                           | 2011年11月 |                                                                     |
| パチスロ鉄拳2nd                                      | 2012年1月  |                                                                     |
| パチスロ銀河鉄道999                                  | 2012年3月  |                                                                     |
| パチスロ鉄拳デビルVer.                               | 2012年5月  |                                                                     |
| ニューパルサーSP                                     | 2012年6月  | ニューパルシリーズ初の液晶搭載機                                    |
| 押忍!! 豪炎高校應援團                                | 2012年8月  |                                                                     |
| パチスロキン肉マン〜キン肉星王位争奪編〜             | 2012年10月 |                                                                     |
| キュロゴス2                                          | 2012年11月 |                                                                     |
| パチスロ宇宙戦艦ヤマト2〜テレサ、愛の導き〜          | 2013年2月  |                                                                     |
| パチスロ戦国無双2                                    | 2013年4月  |                                                                     |
| キャプテンパルサー                                   | 2013年5月  |                                                                     |
| パチスロゼーガペイン                                 | 2013年8月  |                                                                     |
| パチスロスタードライバー                             | 2013年11月 |                                                                     |
| パチスロモンキーターンII                             | 2014年4月  |                                                                     |
| パチスロ「ケロット3」                                | 2014年6月  |                                                                     |
| パチスロ鉄拳3rd                                      | 2014年7月  | 新枠採用                                                            |
| パチスロバーストエンジェル                           | 2014年10月 |                                                                     |
| シーマスター〜ララ、旅立ちのプレリュード〜           | 2014年12月 |                                                                     |
| ニューパルサーデラックス                             | 2015年2月  | シリーズ初の完全告知機                                              |
| パチスロゴッドイーター                               | 2015年5月  |                                                                     |
| 押し順ケロルン                                       | 2015年6月  |                                                                     |
| 煩悩BREAKER禅                                        | 2015年8月  |                                                                     |
| パチスロ無双OROCHI                                   | 2015年9月  |                                                                     |
| リノ                                                 | 2015年12月 |                                                                     |
| スーパーリノMAX                                      | 2016年4月  |                                                                     |

#### 5.5号機
| 機種名                              | 発売年月   | 備考                           |
| ----------------------------------- | ---------- | ------------------------------ |
| パチスロ鉄拳3rd エンジェルVer.      | 2016年3月  | 4メインリール機                |
| キングパルサー〜DOT PULSAR〜        | 2016年4月  |                                |
| ナイツ2                             | 2016年5月  | 4メインリール機                |
| スーパープラネットデラックス        | 2016年8月  |                                |
| 天下布武3                           | 2016年9月  |                                |
| パチスロウィッチマスター            | 2016年11月 |                                |
| パチスロソウルキャリバー            | 2017年1月  |                                |
| パチスロモンキーターンIII           | 2017年3月  |                                |
| パチスロキン肉マン 夢の超人タッグ編 | 2017年4月  |                                |
| タイムクロス2                       | 2017年5月  |                                |
| ハイパーリノ                        | 2017年6月  | 業界初の1段階設定（設定Yのみ） |
| 燃えよ!功夫淑女ドラゴン             | 2017年7月  |                                |
| パチスロセイクリッドセブン          | 2017年9月  |                                |
| ワンダークーちゃん                  | 2017年9月  | 1段階設定                      |

#### 5.9号機
| 機種名                                           | 発売年月   | 備考            |
| ------------------------------------------------ | ---------- | --------------- |
| ニューパルサーSP II                              | 2017年11月 | 業界初の5.9号機 |
| パチスロゴッドイーター2                          | 2017年12月 |                 |
| カンフーレディ テトラ                            | 2018年3月  |                 |
| パチスロ学園黙示録ハイスクール・オブ・ザ・デッド | 2018年7月  |                 |
| ハイカ101                                        | 2018年8月  |                 |
| スーパープラネットSP                             | 2018年11月 |                 |
| ニューパルサーDX チェリーバージョン              | 2019年2月  |                 |
| ジャングルマスターコングダム                     | 2019年5月  |                 |

#### 6号機 - 6.5号機
| 機種名                                                          | 発売年月   | 備考                                 |
| --------------------------------------------------------------- | ---------- | ------------------------------------ |
| スーパーリノXX                                                  | 2018年12月 | 山佐初の6号機                        |
| CTザクザク七福神                                                | 2019年3月  |                                      |
| パチスロ鉄拳4                                                   | 2019年7月  | 新筐体「バトルスクリーン阿修羅」導入 |
| パチスロTIGER & BUNNY                                           | 2019年9月  |                                      |
| 天下布武4《SL》                                                 | 2019年12月 | 子会社・セブンリーグの初機種         |
| パチスロケロット4《SL》                                         | 2020年3月  |                                      |
| パチスロモンキーターンIV                                        | 2020年5月  | ペナルティボーナス型指示機能搭載     |
| パチスロ学園黙示録ハイスクール・オブ・ザ・デッド ゴールド《SL》 | 2020年11月 | 6.1号機                              |
| パチスロゴッドイーター ジ・アニメーション《SL》                 | 2021年2月  | 6.1号機                              |
| ニューパルサーSP III                                            | 2021年4月  | 5段階設定                            |
| 豪炎高校應援團 檄                                               | 2021年5月  | 6.1号機                              |
| パチスロ鉄拳4 デビルVer.《SL》                                  | 2021年6月  | 6.1号機                              |
| パチスロ零                                                      | 2021年7月  | 6.1号機、本機より山佐ネクストの製造  |
| ニューパルサーDX3                                               | 2021年10月 | 5段階設定                            |
| スターパルサー                                                  | 2021年12月 | 完全告知タイプ                       |
| スーパーリノSP                                                  | 2022年1月  |                                      |
| パチスロTIGER & BUNNY SP                                        | 2022年3月  | 6.2号機                              |
| パチスロゼーガペイン2                                           | 2022年5月  | 6.2号機                              |
| パチスロピンクパンサーSP                                        | 2022年6月  | 6.2号機                              |
| パチスロ鉄拳5                                                   | 2022年7月  | 6.5号機                              |
| スーパーリオエース                                              | 2022年9月  | 6.5号機・山佐初のRioシリーズ         |
| パチスロ鉄拳4 アルティメットデビルVer.                          | 2022年11月 | 6.5号機                              |
| パチスロ戦国無双3                                               | 2023年2月  | 6.5号機                              |
| 真天下布武                                                      | 2023年6月  | 6.5号機                              |
| パチスロナイツ                                                  | 2023年7月  | 6.5号機                              |
| ニューパルサーSPIV with 太鼓の達人《SL》                        | 2024年5月  | 6号機ノーマル機最高獲得枚数（280枚） |
| パチスロハイパーラッシュ《SL》                                  | 2024年9月  | 6.5号機                              |

#### スマスロ
| 機種名                                                      | 発売年月   | 備考                 |
| ----------------------------------------------------------- | ---------- | -------------------- |
| スマスロ リノヘブン                                         | 2022年11月 | 初のスマスロ         |
| スマスロキン肉マン〜7人の悪魔超人編〜《SL》                 | 2023年8月  | 「設定L」搭載        |
| スマスロ転生したらスライムだった件                          | 2023年10月 | 「設定L」搭載        |
| スマスロモンキーターンV                                     | 2023年12月 | 「設定L」搭載        |
| スマスロキングパルサー                                      | 2024年3月  | 「設定L」搭載        |
| スマスロゴッドイーター リザレクション《SL》                 | 2024年7月  |                      |
| スマスロスーパーブラックジャック《SL》                      | 2025年2月  |                      |
| スマスロアイドルマスター ミリオンライブ! ネクストプロローグ | 2025年4月  |                      |
| スマスロニューパルサーBT                                    | 2025年6月  | ボーナストリガー搭載 |

出典：パチスロ機種情報（パチンコビレッジ）／機種インデックス（P-WORLD）

### 家庭用ゲーム機
関連会社のヤマサエンタテインメントより発売。パッケージソフトとしては山佐Digiシリーズとして。2009年からはWiiウェアなどダウンロード販売にも進出している。

## 航空機・船舶リース事業
航空機は1986年から、船舶は2002年から保有を開始。2021年現在、ボーイング社とエアバス社の航空機を165機、船舶は21隻所有しており、大手航空会社や船会社にリースしている。航空機は毎年1000億円程度を購入し、リース先は約25社に及ぶ。

### 航空機の主要リース先
- ルフトハンザドイツ航空
- ブリティッシュ・エアウェイズ
- カンタス航空
- キャセイパシフィック航空
- 中国国際航空
- エミレーツ航空
- ライアンエアー
- 春秋航空

## その他の事業
- 資産の分散を兼ね、太陽光発電事業（いわゆるメガソーラー開発）やアメリカの一戸建て賃貸住宅（Single Family Rental, SFR）への投資を行っている。
- 「パチスロ鉄拳」の関連事業としてeスポーツにも投資しており、ゲームセンターでの鉄拳大会「ケロットカップ」のスポンサーを務めているほか、2015年度より鉄拳プロゲーマーと契約しチーム「Team YAMASA」オフィシャルスポンサーを務めている[13]。
- 2020年、三井物産と共同でアメリカの衛星ライドシェアサービスを手掛けるSpaceflight社を買収[14]。

## バーチャルYouTuber
シンボルキャラクターであるカエルのケロットにちなんだバーチャルYouTuber虹河ラキが活動しており、タレントとしてupd8に所属していた

。
のちにMIKUCANへ移籍している。

## 事業所
- 本社 - 岡山県新見市高尾362番地1

登記上の本社であり、生命保険会社ビルの2階。
実質の本社は、下記岡山本部
- 岡山本部 - 岡山県岡山市南区福富東二丁目20番6号
- 寄島事業所 - 岡山県浅口市寄島町16089-43
- 東京分室 - 東京都台東区台東四丁目9番3号 豊ビル
- 東京支社 - 東京都台東区東上野二丁目15番12号　ニッコービル3F

## 関連会社

### 山佐ネクスト株式会社
2019年5月に設立、山佐の100%子会社。2020年12月からは、山佐及び山佐産業が行っていた遊技台の開発・販売を含む遊技機関連業務を承継する。

### 山佐フロンティア株式会社
2021年9月、山佐産業株式会社から主要事業を譲受。
- オカセキ事業部
旧・岡山石油販売の事業。新見市内にガソリンスタンド3店（ブランド：三菱商事エネルギー2店・ENEOS1店）、岡山市内に洗車専門店1店を所有。他に農業機械の製造・販売（白ねぎの皮むき機「シロピカ」等）も行う。
- 住建事業部
山佐の祖業でもある製材業の流れを汲む、建材のプレカット加工・販売業。
- ドローン事業部
ドローンの教習スクール「ジュアバック ドローンエキスパートアカデミー 岡山校」の運営

### その他
- 山佐パーツ株式会社
- ヤマサエンタテインメント株式会社
- セブンリーグ株式会社
- 山佐産業株式会社 - 2021年の山佐フロンティアへの事業譲渡以降は、航空機・船舶リース、太陽光発電事業を運営。
- 株式会社ビスタホテルマネジメント - ホテルチェーン。2021年に民事再生手続に入った際、山佐がスポンサーとなる[17][18][19]。

過去のグループ企業
- 春秋航空日本株式会社 - 2021年、日本航空に株式を譲渡し関連会社でなくなる。